# Google Chat
Chronologie des versions
Google Hangouts

Ancien logo de Google Chat.

Google Chat (anciennement connu sous le nom de Hangouts Chat) est un logiciel de communication développé par Google conçu pour les groupes et qui offre des services de messages privés, de conversation de groupes et d'espaces de chat similaires aux concurrents Slack et Microsoft Teams, ainsi qu'une fonction de messagerie de groupe qui permet le partage de contenus sur Google Drive. C'est l'une des deux applications qui remplacent Google Hangouts, l'autre étant Google Meet. Google prévoyait de commencer à arrêter Google Hangouts en octobre 2019.

## Histoire
Le service Google Chat s’appelait Hangouts Chat avant d'être renommé. À la suite du changement de marque et avec un changement similaire pour Hangouts Meet (actuellement Google Meet), la marque Hangouts est supprimée de Google Workspace. Il restera un produit au niveau du consommateur pour les personnes utilisant des comptes Google standards. Alors que Google Meet a introduit les fonctionnalités ci-dessus pour mettre à niveau l'application Hangouts d'origine, certaines fonctionnalités standard de Hangouts étaient obsolètes, notamment l'affichage des participants et le chat simultanément. Le nombre de flux vidéo autorisés à la fois a également été réduit à 8 (tandis que jusqu'à 4 flux peuvent être affichés dans une disposition en «mosaïques»), donnant la priorité aux participants qui ont le plus récemment utilisé leur microphone. De plus, des fonctionnalités telles que la boîte de discussion ont été modifiées pour superposer les flux vidéo, plutôt que de redimensionner ces derniers pour les adapter.